# Nusa formio
Nusa formio är en tvåvingeart som beskrevs av Walker 1851. Nusa formio ingår i släktet Nusa och familjen rovflugor. Inga underarter finns listade i Catalogue of Life.